# Jun’ichi Masuda

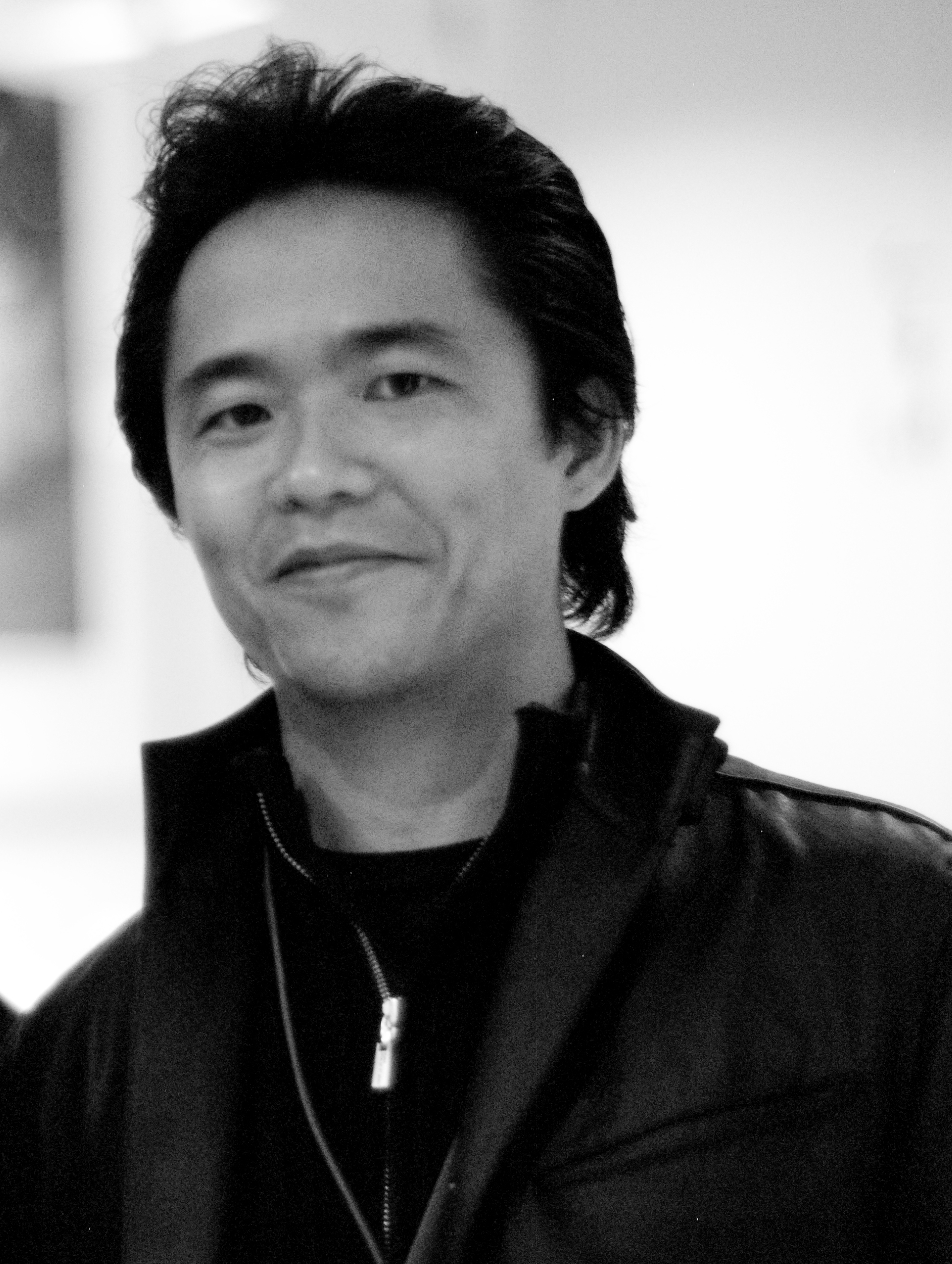
Jun’ichi Masuda (2007)

Jun’ichi Masuda (japanisch 増田 順一 Masuda Jun’ichi; * 12. Januar 1968 in Yokohama, Präfektur Kanagawa) ist ein japanischer Videospiel-Komponist, Spieleentwickler, Spieleprogrammierer und Spieledesigner. Er ist vor allem bekannt für seine Beiträge zum Pokémon-Franchise.

## Karriere
Jun’ichi Masuda arbeitet seit 1989 bei Game Freak und ist heute Mitglied im Verwaltungsrat. Zunächst arbeitete er überwiegend als Videospiel-Komponist. Seinen ersten Beitrag leistete er zu Game Freaks Debüt-Spiel Mendel Palace, ein Puzzle-Spiel für das Nintendo Entertainment System, danach folgten die Titel Smart Ball und Yoshi, bei dem Game Freak das erste Mal mit Nintendo zusammenarbeitete. Bei der Entwicklung der ersten Pokémon-Spiele Pokémon Rote und Blaue Edition diente Masuda als assistierender Programmierer, vor allem aber als Videospiel-Komponist. In den Editionen Rubin und Saphir übernahm er schließlich leitende Funktionen als Entwickler und war unter anderem für das Design der Charaktere verantwortlich. Er komponierte die Musik in Pokémon Diamant und Perl und entwickelte die Platin-Edition sowie Pokémon Heart Gold und Soul Silver. Zusätzlich war er als Designer maßgeblich bei der Gestaltung vieler Pokémon involviert. Masuda war zudem mitwirkender Komponist für Super Smash Bros. Brawl.

## Mitarbeit
- Mendel Palace (1989) – Komponist
- Yoshi (1991) – Komponist
- Magical Taluluto-kun (1992) – Komponist
- Mario & Wario (1993) – Komponist
- Pulseman (1994) – Komponist
- Pokémon Rote und Blaue Edition (1996) – Komponist, Programmierer
- Bushi Seiryuden (1997) – Komponist
- Pokémon Gelbe Edition (1998) – Komponist
- Pokémon Stadium (1999) – Berater
- Pokémon Goldene und Silberne Edition (1999) – Assistierender Entwickler, Komponist, Spieledesigner
- Pokémon Kristall (2000) – Komponist
- Pokémon Rubin- und Saphir-Edition (2002) – Entwickler, Komponist, Spieledesigner
- Pokémon Feuerrote und Blattgrüne Edition (2004) – Entwickler, Komponist, Spieledesigner
- Drill Dozer (2005)
- Pokémon Diamant und Perl (2006) – Entwickler, Komponist
- Pokémon HeartGold and SoulSilver (2009) – Komponist
- Pokémon Schwarze und Weiße Edition (2010) – Entwickler, Komponist
- Pokémon Schwarz und Weiß 2 (2012)
- HarmoKnight (2012) – allgemeiner Produzent
- Pokémon X und Y (2013) – Entwickler, Komponist
- Pokémon Omega Rubin und Alpha Saphir (2014) – Entwickler
- Tembo the Badass Elephant (2015) – allgemeiner Produzent
- Pokémon Go (2016) – Komponist
- Pokémon Sonne und Mond (2016) – Entwickler, Komponist
- Giga Wrecker (2017) – allgemeiner Produzent
- Pokémon: Let’s Go, Pikachu! und Let’s Go, Evoli! (2018) – Entwickler, Komponist
- Pokémon Schwert und Schild (2019) – Entwickler, Komponist